# Safe Harbor - Un porto sicuro
Safe Harbor - Un porto sicuro è un film televisivo del 2009 diretto da Jerry Jameson
e basato su una storia vera.  Negli Stati Uniti il film venne trasmesso per la prima volta su Hallmark Channel il 30 maggio 2009.

## Trama
Doug e Robbie Smith sono una coppia felicemente sposata che ha deciso di trascorrere la loro vita navigando per il mondo sulla loro barca a vela. Prima che abbiano la possibilità di partire, il loro amico Giudice David Roberts affida loro quattro ragazzi di un centro di detenzione giovanile nella speranza che essi possano ravvedersi aiutandoli con la loro barca a vela. I coniugi sono d'accordo e decidono di prendere a bordo gli adolescenti.
Gli Smith si ritroveranno ben presto ad aver a che fare con una serie di sfide, con l'atteggiamento scontroso dei ragazzi e con un incendio. Alla fine Doug e Robbie, notato il cambiamento positivo dei ragazzi e dopo aver deciso di rinunciare alla loro idea di girare il mondo, decidono di progettare il loro futuro per aiutare gli altri.

## Storia vera
Doug e Robbie Smith crearono un programma educativo per adolescenti problematici sul fiume Saint Johns a Jacksonville, in Florida. Il programma degli Smiths insegna agli adolescenti problematici le competenze marittime dei viaggi sulle barche a vela nonché le preziose competenze professionali quali la riparazione di motori.  Tutto questo allo scopo di trasformare adolescenti problematici in responsabili giovani uomini.
Il programma esiste da oltre 25 anni.  È stato dimostrato che il 95% degli adolescenti problematici che ricevono l'accademica istruzione del Safe Harbor cambiano il proprio comportamento diventando più buoni e responsabili.
Lo sceneggiatore Josef Anderson e il produttore esecutivo Norton Wright trascorsero diverse ore ad intervistare Doug e Robbie Smith in vista della realizzazione del film.